# Saïd Saadi
Saïd Saadi (Aghribs, 26 de agosto de 1947) es un político y psiquiatra argelino. Fue presidente hasta 2012 de la Agrupación por la Cultura y la Democracia, partido que fundó en 1989 sobre la base del laicismo y el pluralismo cultural.
Ha logrado hacerse un hueco como partido socioliberal, solidarizándose con los agravios sufridos por los bereberes de la Cabilia. 

## Biografía
Nacido en Aghribs, ahora en la provincia de Tizi Uzu, Sadi es psiquiatra de profesión. Fue uno de los primeros intelectuales bereberes que, desde los primeros días de la independencia del país en 1962, comenzaron a desafiar abiertamente por medios pacíficos las políticas del gobierno argelino de opresión y negación de los derechos de la población bereber. Fue encarcelado en varias ocasiones por sus opiniones políticas.
Tras el colapso del Estado de partido único en 1988, Sadi fundó la RCD en 1989.
Fue candidato a las elecciones presidenciales de 1995 y recibió un 9% de los votos. Boicoteó las elecciones presidenciales de 1999 y participó en las de 2004, recibiendo el apoyo de sólo un 1,9% del electorado. 
Sadi anunció el 15 de enero de 2009 que la RCD no participaría en las elecciones presidenciales de abril de 2009, que describió como un "circo patético y peligroso", y dijo que participar "equivaldría a complicidad en una operación de humillación nacional".
Decidió dejar la presidencia de su partido para convertirse en un simple activista. "Con la conciencia serena y plena confianza en el futuro, anuncio mi decisión de no presentarme a la reelección como presidente del RCD", dijo a los congresistas. El 9 de marzo de 2012 dimitió oficialmente de la presidencia del RCD en un congreso del partido. Mohcine Belabbes fue elegido como su reemplazo al día siguiente, en el mismo congreso.
El 9 de febrero de 2018, Saïd Sadi anunció su retirada del RCD.